# Euphranta simonthomasi
Euphranta simonthomasi är en tvåvingeart som beskrevs av Hardy 1983. Euphranta simonthomasi ingår i släktet Euphranta och familjen borrflugor. Inga underarter finns listade i Catalogue of Life.